# Keleti-főcsatorna
Keleti-főcsatorna (deutsch östlicher Hauptkanal) ist ein 98 km langer Kanal in Ungarn.
Der Bau des Kanals dauerte insgesamt fünf Jahre. Die feierliche Eröffnung fand am 14. Juli 1956 in Bakonszeg statt, bei der Ferenc Erdei, stellvertretender Vorsitzender des Ministerrats, Lajos Bebrits, Minister für Verkehr und Post sowie Imre Dégen, Generaldirektor der nationalen Wasserbehörde teilnahmen.
Der Kanal wird im Norden von der Theiß abgeleitet und fließt danach im Süden über Kék-Kálló, Berettyó, Sebes-Körös und Körös wieder in die Theiß. Er verläuft in der Nähe der Städte Debrecen, Balmazújváros und Hajdúszoboszló.
Der Kanal ist 25–30 m breit und max. 4,2 m tief. Die Ufer sind meist durch einen breiten Schilfgürtel gesäumt. Sie dienen zur Bewässerung der angrenzenden, sehr fruchtbaren Felder. 
Mit dem Wasser des Kanals werden Wasserleitungen gespeist, die zwecks Bewässerung über die Felder gezogen wurden. Auch ziehen sich kleine Gräben von den Kanälen aus ins Innere der Tiefebene.
Der Kanal dient auch der Ableitung des Hochwassers der Theiß.
Die Wasserqualität ist sehr hoch, was sich in artenreichem Fischbestand widerspiegelt. Im Hauptkanal findet man unter anderem Zander, Rotfeder, Amur, Karpfen, Barsche, Waller und Hechte. Der Flusskrebs ist neben der Wasserschildkröte und einigen anderen Wasserbewohnern hier noch zu finden. 
An manchen Teilen des Kanals werden offene Fischzuchten betrieben wie zum Beispiel in Hajdúszoboszló. An der Straße Richtung Nádudvar, ca. zwei Kilometer vom Ortsrand entfernt, befindet sich eine dieser Fischzuchten. Im Kanal darf auch geangelt werden, sofern man die nötige Angellizenz besitzt.